# Wereldkampioenschappen boogschieten (indoor)
Het Wereldkampioenschap boogschieten indoor wordt sinds 1991 door de internationale boogsportorganisatie FITA in de oneven jaren georganiseerd. In hetzelfde jaar vindt ook het wereldkampioenschap boogschieten outdoor plaats. 
Er wordt geschoten in de divisies recurve en compound, waarbij mannen en vrouwen zowel individueel als in nationale teams kunnen meedoen.

## Medaillewinnaars
| Winnaars | Winnaars | Winnaars                     | Winnaars | Winnaars  | Winnaars            | Winnaars          | Winnaars               |
| -------- | -------- | ---------------------------- | -------- | --------- | ------------------- | ----------------- | ---------------------- |
| Editie   | Jaar     | Locatie                      | M/V      | Onderdeel | goud                | zilver            | brons                  |
| 1e       | 1991     | Oulu, Finland                | Mannen   | Recurve   | Sébastien Flute     | Jay Barrs         | Vladimir Chikarev      |
| 1e       | 1991     | Oulu, Finland                | Mannen   | Compound  | Joe Asay            | Dan Kolb          | James Fowles           |
| 1e       | 1991     | Oulu, Finland                | Vrouwen  | Recurve   | Lucia Panico        | Kirsi Rantanen    | Glenda Doran           |
| 1e       | 1991     | Oulu, Finland                | Vrouwen  | Compound  | Natalia Valeeva     | Chin Chin-Yueh    | Severin Bonal          |
| 2e       | 1993     | Perpignan, Frankrijk         | Mannen   | Recurve   | Gennady Metrofanov  | Tsung Wu          | Stanislas Zabrodski    |
| 2e       | 1993     | Perpignan, Frankrijk         | Mannen   | Compound  | Kirk Etheridge      | Paw Lassew        | Dee Wilde              |
| 2e       | 1993     | Perpignan, Frankrijk         | Vrouwen  | Recurve   | Jennifer O'Donnell  | Natalia Valeeva   | Olga Yakoucheva        |
| 2e       | 1993     | Perpignan, Frankrijk         | Vrouwen  | Compound  | Inga Low            | Glenda Doran      | Hélène Joinier         |
| 3e       | 1995     | Birmingham, Groot-Brittannië | Mannen   | Recurve   | Magnus Petersson    | Sébastien Flute   | Fred van Zutphen       |
| 3e       | 1995     | Birmingham, Groot-Brittannië | Mannen   | Compound  | M. Hendrikse        | Niels Baldur      | Dee Wilde              |
| 3e       | 1995     | Birmingham, Groot-Brittannië | Vrouwen  | Recurve   | Natalia Valeeva     | P. Michel         | Natalia Nasaridze      |
| 3e       | 1995     | Birmingham, Groot-Brittannië | Vrouwen  | Compound  | G. Penaz            | P. Eriksson       | Nichola Simpson        |
| 4e       | 1997     | Istanboel, Turkije           | Mannen   | Recurve   | Chung Jae-Hun       | Shane Parker      | Sébastien Flute        |
| 4e       | 1997     | Istanboel, Turkije           | Mannen   | Compound  | Dee Wilde           | Thomas Crowe      | Morgan Lundin          |
| 4e       | 1997     | Istanboel, Turkije           | Vrouwen  | Recurve   | Tatyana Muntyan     | Kim Hyun-Ji       | Natalia Nasaridze      |
| 4e       | 1997     | Istanboel, Turkije           | Vrouwen  | Compound  | Valérie Fabre       | Sylviane Lambelet | Irma Luijting          |
| 5e       | 1999     | Havana, Cuba                 | Mannen   | Recurve   | Magnus Petersson    | Markijan Ivasjko  | Chung Jae-Hun          |
| 5e       | 1999     | Havana, Cuba                 | Mannen   | Compound  | James Butts         | Jonathan Mynott   | Simon Tarplee          |
| 5e       | 1999     | Havana, Cuba                 | Vrouwen  | Recurve   | Natalia Valeeva     | Svitlana Bard     | Agata Bulwa            |
| 5e       | 1999     | Havana, Cuba                 | Vrouwen  | Compound  | Ashley Kamuf        | Fabiola Palazzini | Claire Treneman        |
| 6e       | 2001     | Florence, Italië             | Mannen   | Recurve   | Michele Frangilli   | Butch Johnson     | Ozdemir Akbal          |
| 6e       | 2001     | Florence, Italië             | Mannen   | Compound  | Morgan Lundin       | Antonio Tosco     | Dave Cousins           |
| 6e       | 2001     | Florence, Italië             | Vrouwen  | Recurve   | Natalia Valeeva     | Agata Bulwa       | Nataliya Burdeynaya    |
| 6e       | 2001     | Florence, Italië             | Vrouwen  | Compound  | Ashley Kamuf        | Fabiola Palazzini | Claire Treneman        |
| 7e       | 2003     | Nîmes, Frankrijk             | Mannen   | Recurve   | Ilario di Buò       | Michele Frangilli | Balzjinima Tsyrempilov |
| 7e       | 2003     | Nîmes, Frankrijk             | Mannen   | Compound  | Reo Wilde           | Morgan Lundin     | Patrizio Hofer         |
| 7e       | 2003     | Nîmes, Frankrijk             | Vrouwen  | Recurve   | Bérengère Schuh     | Jennifer Nichols  | Evangelia Psarra       |
| 7e       | 2003     | Nîmes, Frankrijk             | Vrouwen  | Compound  | Gladys Willems      | Jessica Grant     | Mary Zorn              |
| 8e       | 2005     | Aalborg, Denemarken          | Mannen   | Recurve   | Michael Peart       | Hiroshi Yamamoto  | Oleksandr Serdjoek     |
| 8e       | 2005     | Aalborg, Denemarken          | Mannen   | Compound  | Dejan Sitar         | Dave Cousins      | Reo Wilde              |
| 8e       | 2005     | Aalborg, Denemarken          | Vrouwen  | Recurve   | Christina Schaeffer | Tetyana Berezhna  | Anja Hitzler           |
| 8e       | 2005     | Aalborg, Denemarken          | Vrouwen  | Compound  | Mary Zorn           | Eugenia Salvi     | Jamie Van Natta        |
| 9e       | 2007     | İzmir, Turkije               | Mannen   | Recurve   | Sebastian Rohrberg  | Markijan Ivasjko  | Shawn Rice             |
| 9e       | 2007     | İzmir, Turkije               | Mannen   | Compound  | Braden Gellenthien  | Jose Duo          | Dominique Genet        |
| 9e       | 2007     | İzmir, Turkije               | Vrouwen  | Recurve   | Nami Hayakawa       | Bérengère Schuh   | Tetjana Dorochova      |
| 9e       | 2007     | İzmir, Turkije               | Vrouwen  | Compound  | Eugenia Salvi       | Fatima Agudo      | Paola Galletti         |